# 295e régiment d'infanterie (France)
Le 295e régiment d'infanterie (295e RI) est un régiment d'infanterie de l'Armée de terre française constitué en 1914 avec les bataillons de réserve du 95e régiment d'infanterie. Il combat pendant la Première Guerre mondiale et la Seconde.

## Création et différentes dénominations

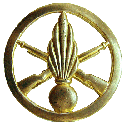
insigne de béret d'infanterie

- 10 août 1914 : création du 295e régiment d'infanterie. À la mobilisation, chaque régiment d'active créé un régiment de réserve dont le numéro est le sien plus 200.
- 18 juin 1918 : dissolution du régiment dans le hameau de La Gloriette commune de Fournival dans l'Oise[1], à la suite de la bataille du Matz.
- 12 septembre 1939 : le régiment est reconstitué.
- mai 1940 : dissolution

## Chefs de corps
- 02/08/1914 - 08/02/1915 : lieutenant colonel Perron[2] ;
- 09/02/1915 - 14/04/1917 : commandant de Bercegol du Moulin[3] ;
- 14/04/1917 - 28/05/1917 : lieutenant-colonel Viret[4] ;
- 29/05/1917 - 09/06/1918 : colonel Dulac[5] ;
- 09/06/1918 - 18/06/1918 : chef de bataillon Cavailhé[6] ;
- 1939 - 1940 : lieutenant-colonel Demay

## Historique des garnisons, combats et batailles

### Première Guerre mondiale
- Certaines informations devraient être mieux reliées aux sources mentionnées dans la bibliographie ou les liens externes. Améliorez sa vérifiabilité en les associant par des références. (Marqué depuis juillet 2021)
- Elle contient une ou plusieurs listes. Le texte gagnerait à être rédigé sous la forme d’un ou plusieurs paragraphes synthétiques, afin d’être plus agréable à lire. (Marqué depuis juillet 2021)
- Son texte doit être wikifié : il ne correspond pas à la mise en forme Wikipédia (style, typographie, liens internes, liens entre les wikis, etc.). (Marqué depuis juillet 2021)

#### Affectations
Dès le 2 août 1914, à partir d'éléments provenant de Bourges, Nevers, Chalon-sur-Saône, Mâcon, Autun, Cosne-sur-Loire et Dijon, les 213e, 285e et 295e RI forment, dans la 8e région militaire, la 116e brigade d’infanterie. Cette brigade est une composante de la 58e division d'infanterie.
À la mobilisation, la 58e DI fait partie du 1er groupe de réserve. En juin 1917, elle est rattachée, sur le plan organique, au 8e corps d’armée.
Les 285e et 295e RI sont rejoints par le 256e régiment d’infanterie de Chalon-sur-Saône, qui remplace le 213e RI de Nevers, et par le 281e de Montpellier.
Au mois de décembre 1915, le 285e RI est dissous tandis que les 295e, 256e et 281e restent subordonnés à la 58e DI jusqu'à leur dissolution en juin 1918.

#### Composition
Le régiment est issu du 95e RI de Bourges dont proviennent nombre de ses cadres. En août 1914, il est constitué de :
- 1 état major,
- 2 sections de mitrailleuses,
- 2 équipes téléphoniques
- 2 bataillons (5e et 6e bataillons), à 4 compagnies chacun numérotées de 17 à 24.

Au total il comprend 2 062 hommes soit :37 officiers, 175 sous-officiers et 2 050 hommes de troupe.
Le 24 décembre 1915, la 58e DI est réorganisée. Le 285e régiment d'infanterie est dissous et ses bataillons ventilés dans les régiments restants. Le 6e bataillon est ainsi affecté au 295e RI et deviendra officiellement son 4e bataillon le 25 mai 1916. Ses 4 compagnies prendront dès lors les numéros 13 à 16.

#### 1914
Le régiment part pour l'Alsace le 11e jour après la mobilisation.
10 - 14 août
- Transport par voie ferrée vers Conflans-sur-Lanterne (Haute-Saône) puis marche sur Luxeuil.

14 - 20 août
- Mouvement vers les cols des Vosges, entre le col de la Schlucht et la vallée de la Thur ; à partir du 18 août, marche vers Cernay.

20 août – 1er septembre
- En grande garde dans la région de Cernay pour tenir les cols de Bussang, d’Oderen et du Bramont. À la fin du mois, alors que le 6e bataillon est détaché à Thann, le 5e bataillon effectue des travaux d’organisation de la première ligne de défense du ballon d'Alsace.

1er septembre - 5 octobre
- Occupation d’un secteur entre Thann et le col du Bonhomme.

5 - 14 octobre
- Retrait du front : mouvement vers la région d’Arches et, à partir du 6 octobre, transport par voie ferrée à l’ouest de Montdidier ;
- À partir du 9 octobre, mouvement par étapes vers Nœux-les-Mines.

14 octobre 1914 – 31 mai 1915
- Occupation d’un secteur dans la région de La Bassée dans le Pas-de-Calais ;
- 18 octobre, attaque au nord du canal de La Bassée ;
- du 18 au 31 octobre, au cours de diverses attaques, contre-attaques et bombardements, le régiment enregistre la perte de 148 tués, 477 blessés et 26 disparus ;
- jusqu’au 7 décembre, occupation d’un secteur en bordure du canal. Les deux bataillons sont dans les tranchées dans un secteur compris entre la route nationale et la voie ferrée. Après un retrait tactique des troupes allemandes, occupation de Vermelles par la 58e division ;
- à partir de la mi-décembre et jusqu’à la fin du mois de janvier 1915, occupation de tranchées situées à l’est de Cambrin, dans un saillant formé par la route de Lille et la route de Vermelles ;

#### 1915
- Occupation de tranchées situées à l’est de la localité de Grenay, à proximité des corons ;
- 9 mai 1915, participation, dans son secteur, à la deuxième Bataille de l’Artois. Hasard de la Guerre, au mois de mai 1915, les 68e R.I. de Le Blanc et 90e R.I. de Châteauroux (au sein de la 17e D.I.) rejoindront, dans le secteur de Grenay, le 295e R.I. Ces trois régiments berrichons combattrons côte à côte.

31 mai – 31 août
- Relève par l’armée britannique puis à partir du 2 juin occupation d’un secteur devant Angres ;
- Participation en réserve à l’attaque du 16 juin (2e Bataille de l’Artois).

31 août – 25 septembre
- Retrait du front, repos et instructions à Camblain – Châtelain, en réserve du 21e corps d'armée ;
- À partir du 21 septembre, départ du régiment en direction du N-E de Frévent puis mouvement vers Avesnes-le-Comte pour se porter en renfort dans la région de Neuville-Saint-Vaast. Occupation d’un sous-secteur devant Thélus (nord d’Arras).

26 septembre – 21 décembre
- Engagée dans la troisième Bataille de l’Artois : puis occupation d’un secteur vers Neuville-Saint-Vaast au nord d’Arras. Le dédale des boyaux le fit surnommer le « Labyrinthe ».
- 11 octobre, attaque vers Thélus.
- Le 24 décembre, le 285e régiment d'infanterie est dissous, en raison de la réorganisation de la division à 3 régiments (à 3 bataillons) et à trois compagnies de mitrailleuses. Le 5e bataillon passe au 256e régiment d'infanterie de Chalon-sur-Saône. Le 6e bataillon passe au 295e R.I., le 25 mai 1916, il deviendra officiellement le 4e Bataillon du 295e.

#### 1916
21 décembre 1915 – 24 février 1916
- Retrait du front : repos à Grand Rullecourt (Pas-de-Calais) ;
- À partir du 6 janvier 1916, transport par voie ferrée dans la région de Bergues (Nord) : repos et instructions. Le 24 février, le régiment quitte ses cantonnements de West Cappel, Wylder et Bambecque pour cantonner dans la région au sud de Krombeke (Belgique).

27 février – 16 mai
- En réserve à Westvleteren et environs. Dans la nuit du 7 au 8 mars, le Régiment relève dans le secteur Boesinghe – Het Sas – Steenstraat le 256e R.I.
- Occupation, par alternance, avec le 11e R.I.T., du sous-secteur nord jusqu’au 16 mai date où le Régiment repart pour le France.

17 mai - 28 mai
- Retour du régiment dans le département du Nord. Cantonnement à Malo-les-Bains et Zuidcoote près de Dunkerque. Occupation le long de la côte des positions de défense.
- 25 mai : par ordre du Général Commandant en Chef en date du 17 mai 1916 le 6e Bataillon du 285e, rattaché au 295e est versé au 295e R.I. par voie de changement de corps. Il y prend le no 4 et ses compagnies sont numérotées de 13 à 16.

28 mai – 25 juillet
- Transport par voie ferrée pour Crèvecœur-le-Grand (Oise) : instruction.
- 3 juin : inspection du Régiment au camp de Crèvecœur-le-Grand par le Général Foch.
- Mouvement vers le front, et, à partir du 15 juin, occupation d’un sous-secteur à proximité de Rouvroy-en-Santerre (Somme).
- Le Régiment est relevé dans la nuit du 25 au 26 juillet dans le sous-secteur qu’il occupe devant Fouquescourt et Parvillers.
- Repos à Maresmontiers, Malpart, Courtemanche, Lignières

31 juillet – 4 décembre
- Occupation d’un sous-secteur à Armancourt près de Marquivillers (Somme)

5 – 12 décembre
- Retrait du front ; repos à Pérennes, Fontaine-sous-Montdidier et Mesnil Saint Georges. La 58e D.I. quitte le 30e C.A. et passe aux 10e C.A. Le 12 décembre, le 295e se porte sur Beaufort et Hangest en Santerre.

13 décembre 1916 – 25 janvier 1917
- Mouvement vers Le Quesnel ; occupation du sous-secteur (dit de la Madeleine) au nord de la commune Chilly (Somme), du Bois Frédéric à la voie ferrée de Chaulnes à Roye incluse, à compter du 18 décembre.

#### 1917
26 janvier – 11 mars
- Retrait du front ; puis repos vers Chaussoy-Epagny (Somme) ;
- À partir du 31 janvier, transport par voie ferrée dans la région de Montluel (Ain). Le Régiment va cantonner à Villette-d’Anthon, Biarme et Asnières. Instruction au camp de la Valbonne.

12 mars – 13 juin
- Transport par voie ferrée de Villette-d’Anthon à Vauthiermont (Alsace). Cantonnements à Soppe-le-Bas, Soppe-le-Haut, Bretten, Wolfersdorf ;
- À partir du 15 mars, les trois bataillons du 295e forment réserve du secteur nord ;
- À partir du 29 mars, occupation du secteur de Pfannenstiel situé au nord de la localité de Gildwiller et du centre de résistance de Balschwiller.

13 juin – 23 juillet
- Retrait du front. Le Régiment et la 58e D.I. quittent l’Alsace et se dirigent vers Épinal (Vosges). Itinéraire du 295e : Lachapelle-sous-Rougemont, Sermamagny (Territoire de Belgfort), Ecromagny (Haute-Saône), Rupt sur Moselle, Saint-Nabord et Hadol (Vosges) où le régiment cantonne à compter du 26 juin.
- Repos et instruction au camp d’Arches.

23 juillet – 3 août
- Mouvement pour Laval et Fays ; 24 juillet : Bruyères, La Bourgonce, Nompatelize, La Voivre ; 25 juillet : Hurtbache, Moyenmoutiers, Celles sur Plaine ;
- 26 juillet au 1er août : travaux de terrassement au profit de la 12e D.I. dans la région de Saint Dié ;
- 2 août : Regroupement de la 58e D.I. Le régiment est transporté dans la région de Bruyères (20 km, est d’Epinal).

3 août 1917 – 20 janvier 1918
- Transport par voie ferrée dans la région d’Épernay et mouvement vers Reims (Marne) ;
- Cantonnement à Verzenay, Rilly la Montagne puis Villers aux Nœuds, Bézannes ;
- Dès le 8 août, occupation des secteurs du bois des Zouaves, de l’Allée Noire et de la Mare au nord-est de Sillery ;
- À partir des 23 et 25 août, occupation des quartiers du Linguet (au Nord), de Cernay (au centre) et de la butte de tir (au sud), à la sortie est de Reims ;
- À compter du 20 octobre, occupation des quartiers du Passage à Niveau et de la Jouissance à Vrilly ;
- À partir du 12 décembre, de nouveau, occupation des quartiers de Cernay et du Linguet.

#### 1918
21 janvier – 18 mars
- Retrait du front, mouvement vers Épernay puis à partir du 31 janvier transport par voie ferrée dans la région de Givry-en-Argonne : repos vers Dampierre-le-Château (Marne) ;
- À partir du 2 février, travaux de deuxième position.

18 mars – 26 avril
- Mouvement vers le front, puis occupation d’un secteur vers Maisons de Champagne et la butte du Mesnil.

26 avril – 22 mai
- Retrait du front ; repos et instruction vers Dampierre-le-Château ;
- 30 avril, transport par voie ferrée dans la région de Pierrefonds ; repos et instruction vers Choisy-au-Bac (Oise) ;
- À partir du 5 mai, mouvement vers Moyenneville ; travaux.

22 mai – 18 juin
- Occupation d’un secteur entre Rollot et Orvillers-Sorel (Oise), étendu à droite, le 29 mai, jusqu’à l’est d’Orvillers-Sorel ;
- Le 9 juin 1918, lors de la Bataille du Matz, durant une attaque allemande (avec utilisation des tanks, lance-flammes et gaz), par un épais brouillard, le 295e R.I. est décimé et probablement cède à la panique. Il perd 46 officiers, 121 sous-officiers et 1 546 soldats tués, blessés, disparus ou prisonniers. Le lendemain, les débris du régiment se reforment à Beaupuits. Un chef de bataillon d'un autre régiment, le 281e R.I., est nommé pour commander provisoirement le 295e[8].
- Le 13 juin, le Grand Quartier général prononce la dissolution du régiment en précisant que "son drapeau sera renvoyé au dépôt sans cérémonie spéciale". Ses hommes sont dispersés dans deux divisions différentes, la 131e et 151e DI[8].
- Le Régiment est dissous le 18 juin 1918 d'après son Journal des Marches et Opérations.

#### Pertes du régiment durant le conflit
suivant les sources d'information on trouve :
- L'historique du 295e RI récapitule 566 hommes Morts pour la France mais énumère 10 officiers, 50 sous-officiers, 47 caporaux et 456 soldats[9],[10].
- Le site MémorialGenWeb répertorie 614 hommes Morts pour la France

### Seconde Guerre mondiale
Formé le 12 septembre 1939 dans le secteur de Bourges, le 295e est sous les ordres du chef de corps du lieutenant colonel Demay.
Le 10 mai 1940 il fait partie de la 55e division d'infanterie (général Lafontaine (sl)) qui renforce le sous-secteur de Sedan (secteur fortifié de Montmédy). Régiment de série B, il est constitué ainsi : Ier bataillon (capitaine Clausener ), IIe bataillon (capitaine Gabel ), IIIe bataillon et 14e compagnie divisionnaire antichar. Ses effectifs sont de 76 officiers et 3 030 hommes du rang. Il est placé à la droite de sa division, moins le I/295e détaché à la 5e division légère de cavalerie.
Le Ier bataillon est le premier engagé à Bouillon. Couvrant le repli des cavaliers, il est attaqué sur le Semoy le 12 mai 1940 par le 1. Schützen Regiment de la 1. Panzerdivision. Le gros du bataillon est capturé mais une partie (équivalente à une grosse compagnie) parvient à se replier sur la Meuse. Il devient réserve de la division.
Sur la Meuse, le II/295 est placé au centre du front de la division (Torcy et Wadelincourt) et le III/295 à droite à droite (sous-secteur d'Angecourt). Les compagnies du II/295 sont mélangées avec des compagnies du 147e RIF et du 331e RI. Dans la nuit du 12 au 13, le III/295 est dirigé vers l'arrière.
Le front de la 55e DI, dont celui du II/295e RI, est percé par la 1. Panzerdivision le 13 mai et le IIIe est envoyé en renfort et arrive le soir. Il permet de stopper les Allemands devant Noyers, bien qu'une partie des hommes ait fui. La division s'effondre complètement le lendemain
Le 16 mai 1940, le régiment ne compte plus que 8 officiers et 500 hommes du rang.
Les rescapés forment début juin le 135e RI.

## Drapeau
Il porte, cousues en lettres d'or dans ses plis, les inscriptions suivantes :
- Artois 1914-1915

## Sources et bibliographie
- Historique du 295e RI, anonyme, Librairie Chapelot, Paris. Version numérique par Daniel Aubret.
- JMO du 12 août au 29 octobre 1914
- JMO du 30 octobre 1914 au 18 novembre 1915
- JMO du 19 novembre 1915 au 31 décembre 1916
- JMO du 1er janvier au 31 décembre 1917
- JMO du 1er janvier au 18 juin 1918
- (en) Robert A. Doughty, The breaking point : Sedan and the fall of France, 1940, 2014, 1990e éd. (1re éd. 1990) (ISBN 978-0-8117-1459-4 et 0-8117-1459-4, OCLC 869908029, lire en ligne)